# ایروینگ (آیووا)
ایروینگ (به انگلیسی: Irving) یک منطقهٔ مسکونی در ایالات متحده آمریکا است که در آیووا واقع شده‌است. ایروینگ ۲۶۰٫۹۱ متر بالاتر از سطح دریا قرار دارد.